# Бейлаган
Бейлаган (азерб. Beyləqan) — город и административный центр Бейлаганского района Азербайджана. Расположен на Мильской равнине, в 20 км от железнодорожной станции Дашбурун.

## История
Бейлаган обычно отождествляется с поселением Орен-кала. Некоторые историки связывают Бейлаган с Пайтакараном, городом, который служил крупным военно-политическим центром между VI и VII веками. Однако другие историки считают Пайтакаран отдельным городом, расположенным в 7-8 км к юго-востоку от Орен-калы. Сообщается, что Бейлаган был основан сасанидским шахом Кавадом I (ум. 488–496, 498/9–531). Российский востоковед Владимир Минорский считал, что название «Бейлаган» (скорее всего Bēl-ākān) связано с Байламаном (Bel-mān, «дом Бел-с») в Гилане. Он считал, что это название указывает на то, что Бейлаган принимал персидских поселенцев в основном из Гилана, а также из других районов к югу от Каспийского моря. В VI веке «Пайдангаран» (как его название записано на сирийском языке) был епархией церкви Востока, два епископа которого известны. Во время мусульманских завоеваний, сообщается, что Бейлаган сдался арабскому военачальнику Салману ибн Рабиа (умер в 650 году), не оказав никакого сопротивления. Средневековые географы упоминают Бейлаган как скромный, но процветающий город, хорошо известный своими тканями и разновидностью кондитерских изделий под названием «натеф».
В XII веке город был вынужден платить дань Грузии и в 1220 году был разграблен монголами, которые вырезали часть жителей и сожгли его дотла. Однако выжившие впоследствии вернулись и отстроили его заново. В конце XIV века он был разрушен Тамерланом, который позже восстановил его, но город был заброшен. Эти руины сейчас известны как Орен-кала и находятся недалеко от деревни Кирки, в 22 км езды от современного города Бейлаган.
На 1939 год являлся посёлком городского типа, рабочим посёлком совхоза № 5 Мильской группы совхозов.
24 января 1939 года посёлок был переименован в Ждановск, и стал центром вновь образованного Ждановского района.

## Население
| Год  | Численность | Численность |
| ---- | ----------- | ----------- |
| 1939 | 4170        | [ 11 ]      |
| 1959 | 8911        | [ 12 ]      |
| 1970 | 7630        | [ 13 ]      |
| 1979 | 9404        | [ 14 ]      |
| 1989 | 12 263      | [ 15 ]      |
| 2017 | 27 000      |             |

## Спорт
В городе имеется футбольный клуб «Кавказ».
Выпускник и гордость Бейлаганской шахматной школы, ныне проживающий во Франции известный шахматист, гроссмейстер Намиг Гулиев родился в Бейлаганском районе (в селе Дунямаллар).
В Бейлагане также родился известный футболист Шахин Диниев.

## Города-побратимы
| Город     | Год  | Страна     |
| Шахрисабз | 2024 | Узбекистан |